# Granietkoepel

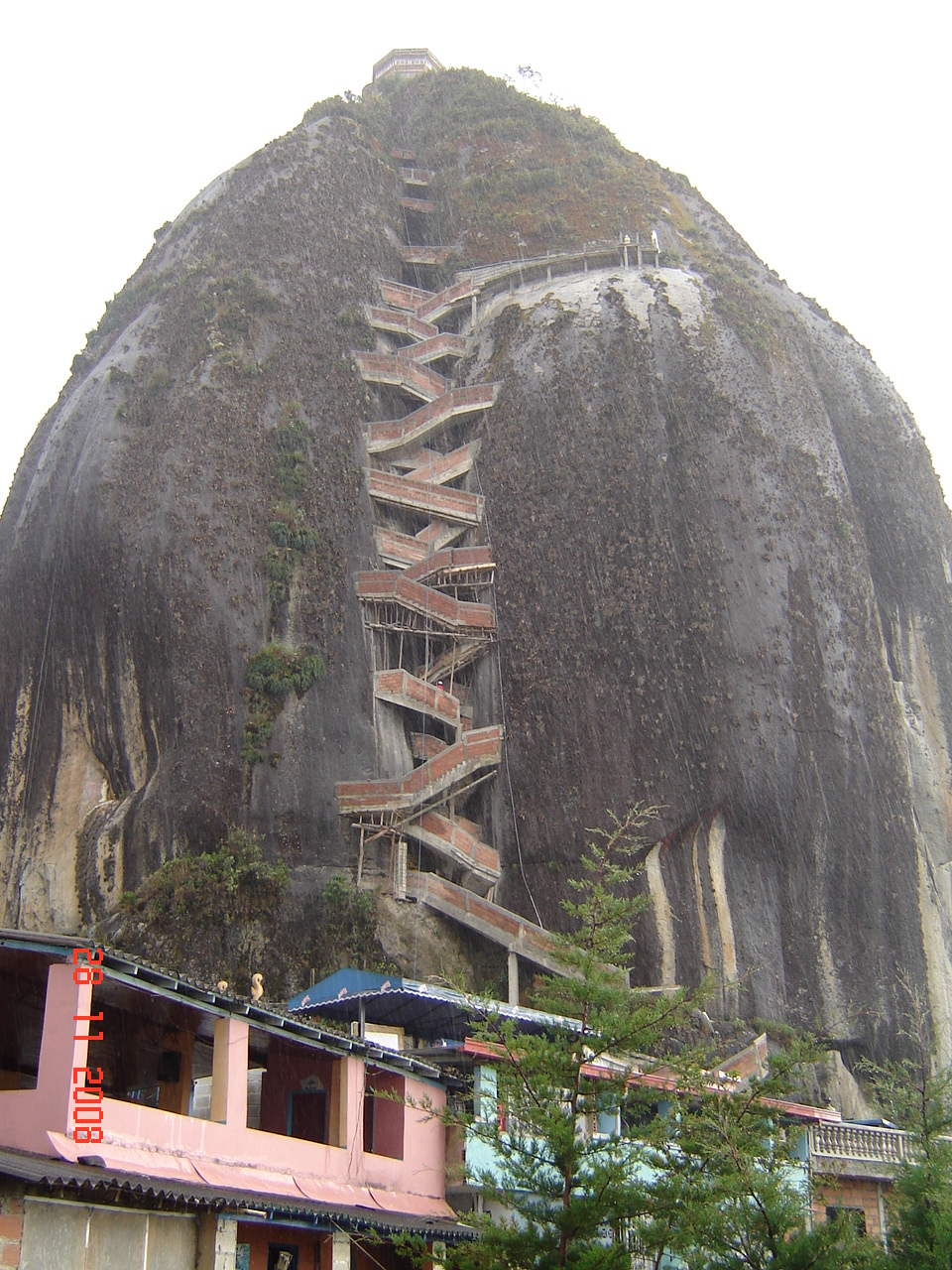
El Piedra del Peñol of El Peñón de Guatapé in Guatapé, Colombia

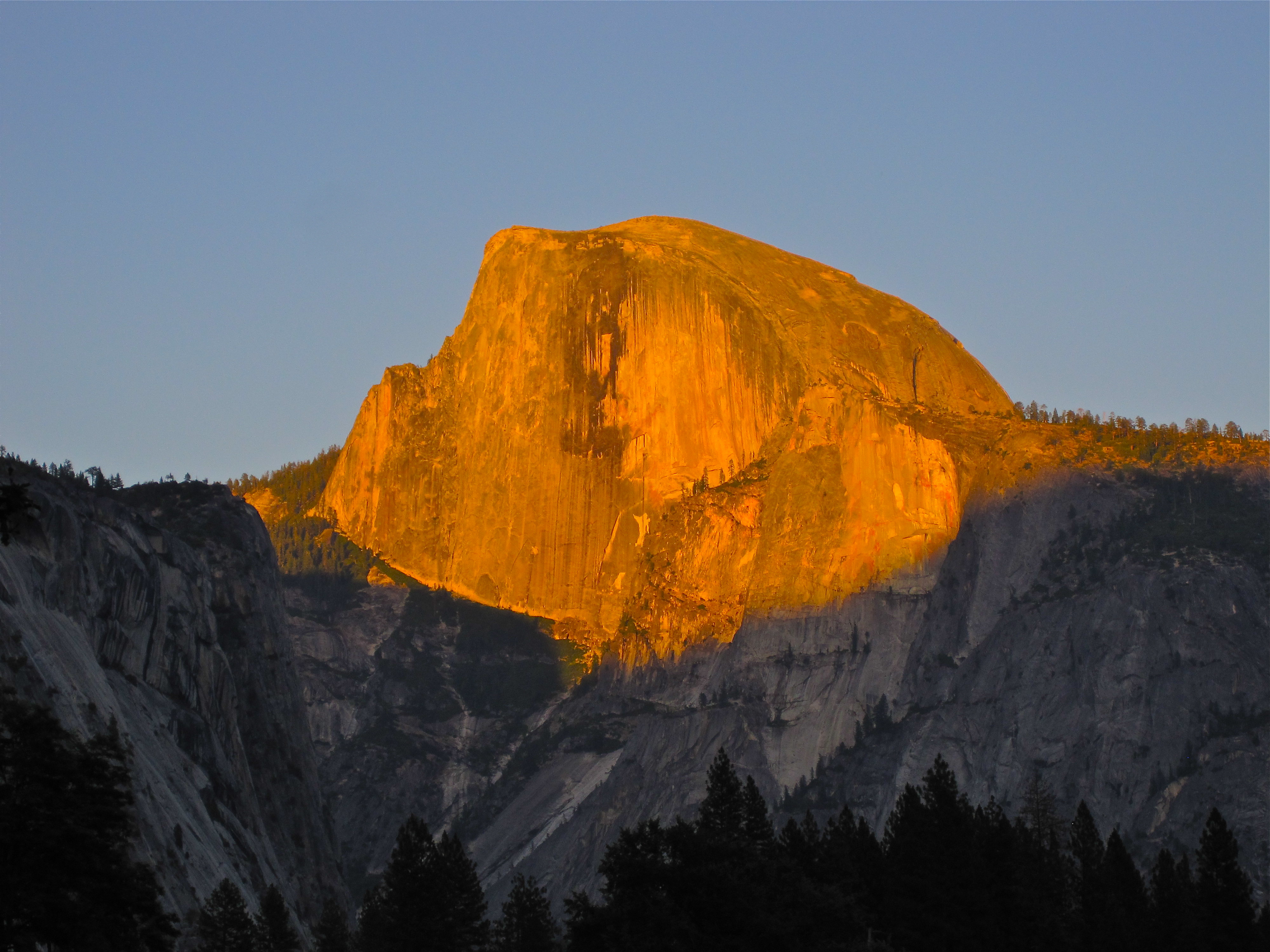
Zonsopgang bij Half Dome, een bekende granietkoepel

Een granietkoepel is een dome of koepel van graniet. 
Zo'n koepel is veelal ontstaan door dieptegesteente dat ontsloten raakt na tektonische opheffing. De koepelvorm suggereert dat het dieptegesteente de vorm had van laccoliet of batholiet, met nadien de invloed van allerhande erosie, verwering en exfoliatie.
Granietkoepels komen over heel de wereld voor, maar er is een duidelijke concentratie in de Sierra Nevada. Bekende granietkoepels daar zijn de Half Dome in het Yosemite National Park of Moro Rock in het Sequoia National Park, beide in Californië.

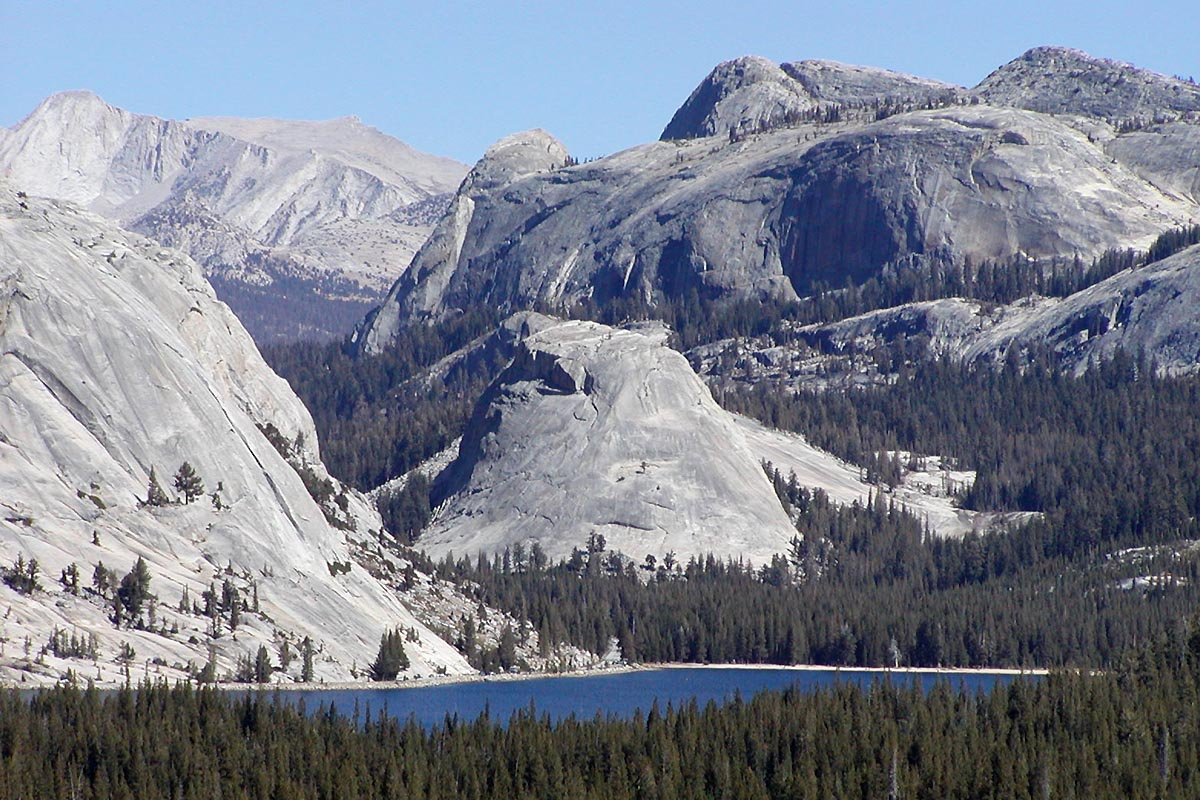
Meerdere granietkoepels met centraal Pywiack Dome in Yosemite National Park
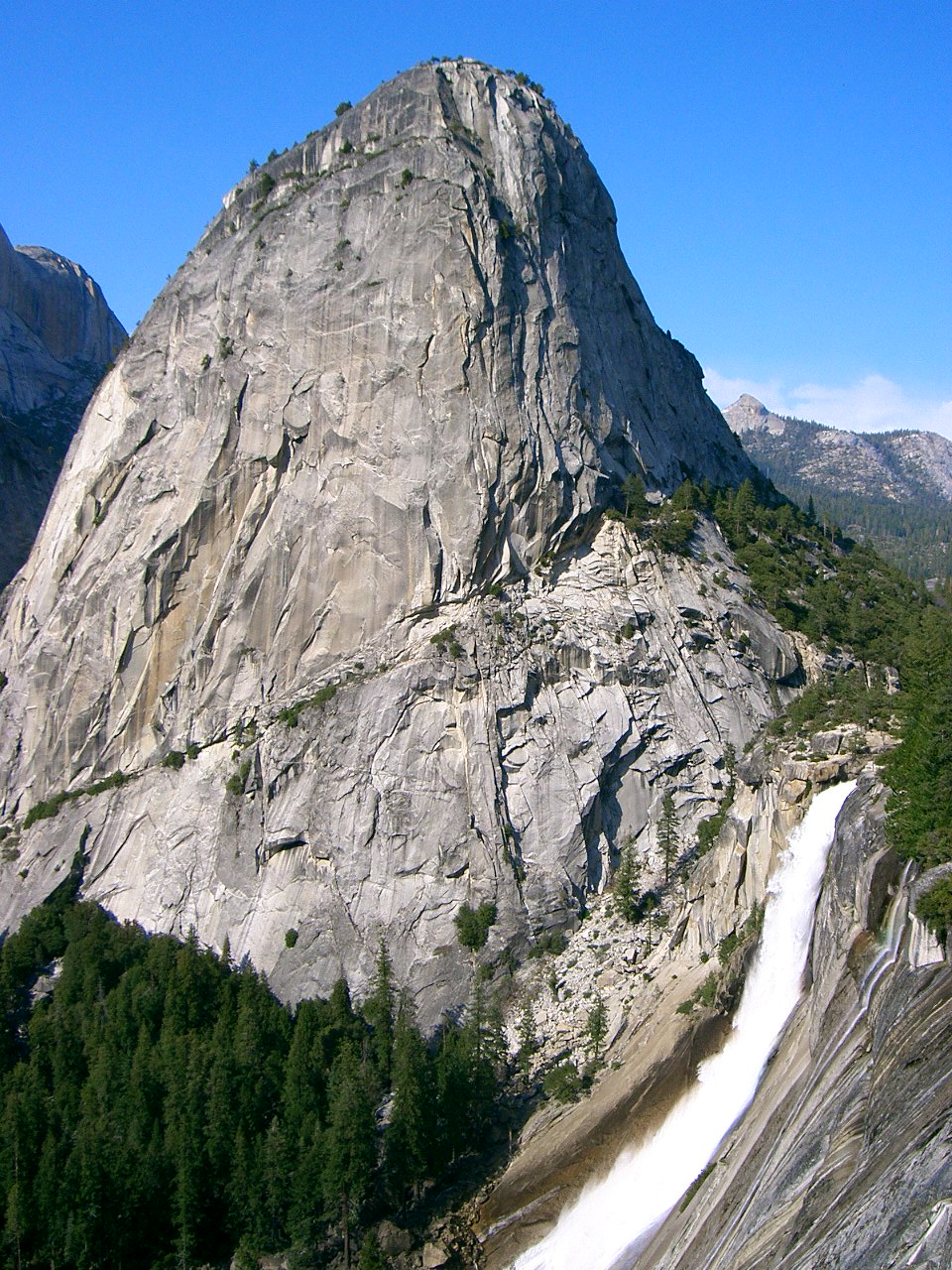
Liberty Cap in hetzelfde Yosemite National Park
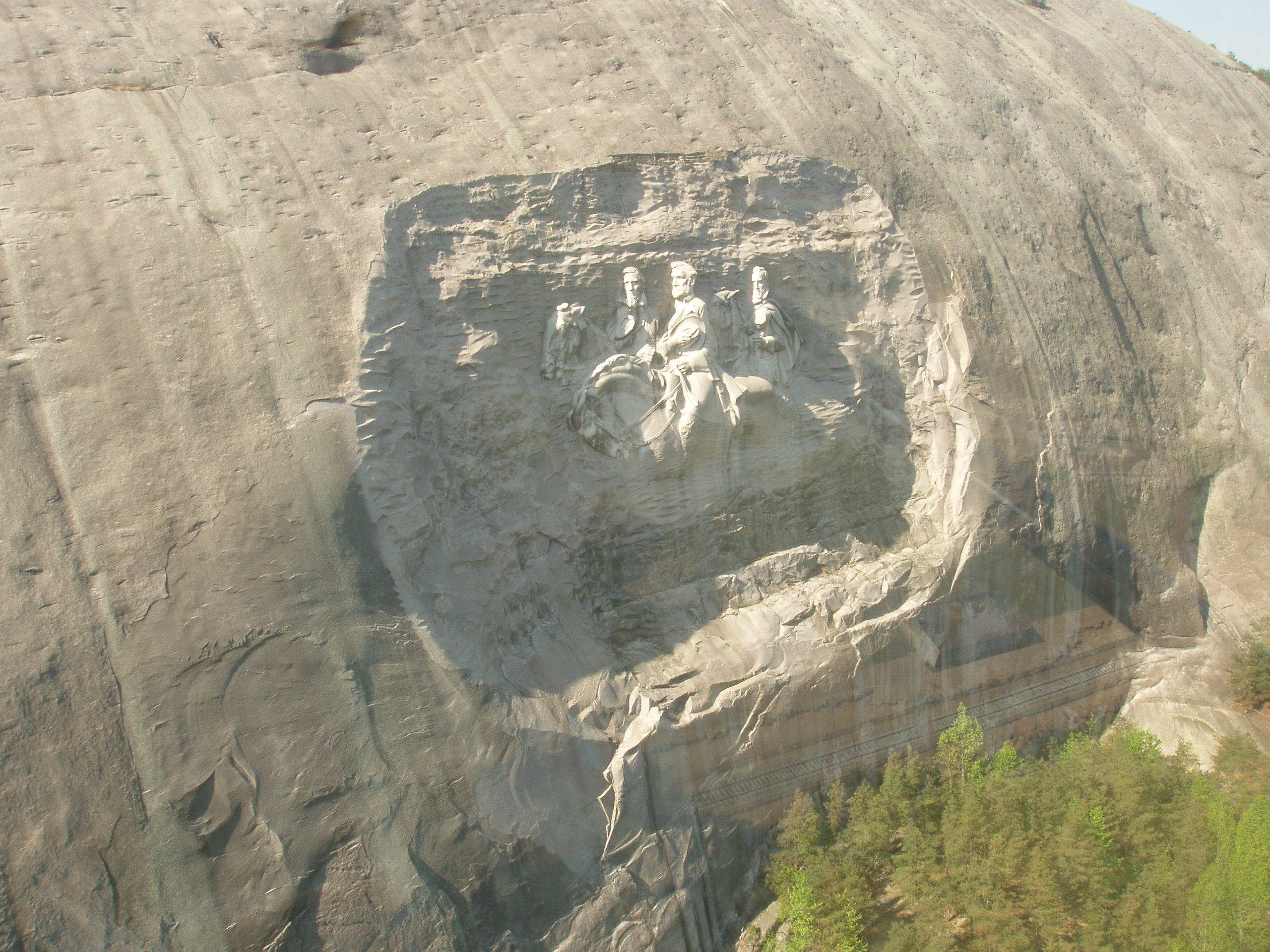
Stone Mountain met het uitgehakte Confederate Memorial bij Stone Mountain in Georgia